# Reforma militar de Manuel Azaña

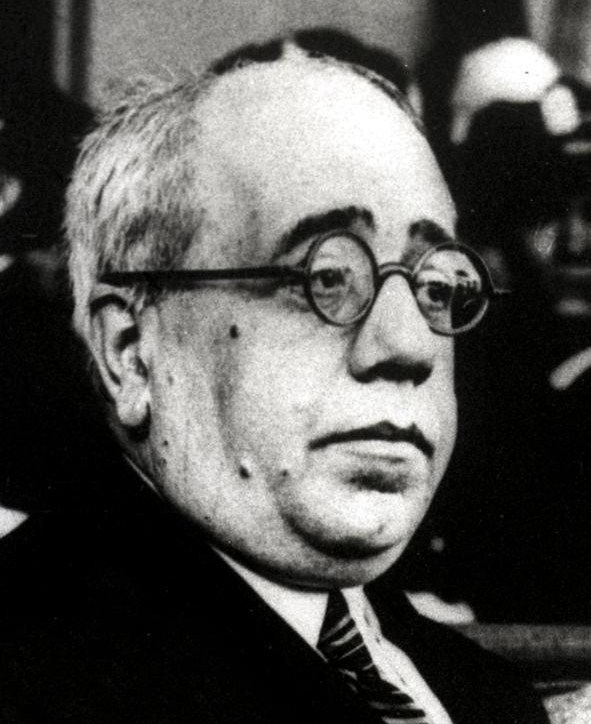
Manuel Azaña.

La reforma militar de Manuel Azaña fue el conjunto de decretos aprobados entre abril y septiembre de 1931 por el Gobierno Provisional de la Segunda República Española (que luego fueron refundidos y refrendados por las Cortes Constituyentes en la llamada “Ley Azaña”) y las leyes posteriores aprobadas por las Cortes a propuesta del Ministro de la Guerra Manuel Azaña, cargo que desde octubre de 1931 simultaneó con el de Presidente del Gobierno, y cuyo objetivo era modernizar y democratizar el Ejército español además de poner fin al intervencionismo militar en la vida política. Esta reforma de Azaña fue la única de las aprobadas durante el primer bienio que no fue cambiada por los gobiernos de centro-derecha del segundo.
Cuando se formó el gobierno provisional el ministerio de la Guerra recayó en Manuel Azaña porque era el único miembro del «comité revolucionario» que tenía conocimientos de los temas militares (había publicado la primera parte de un estudio sobre el ejército francés) y porque tenía una idea clara de lo que había que hacer: reducir el excesivo número de oficiales, paso previo para modernizar el ejército, y acabar con el poder "autónomo" de los militares, poniéndolos bajo la autoridad del poder civil. Precisamente su destacada gestión al frente de este ministerio fue lo que lo convirtió en la figura más prestigiosa del gobierno y lo que finalmente le llevaría a presidirlo tras la dimisión de Niceto Alcalá-Zamora en octubre de 1931 a causa de la "cuestión religiosa". Como ha señalado Javier Tusell, "Azaña supo ver las oportunidades que ofrecía una coyuntura de cambio de régimen y tuvo arrestos para enfrentarse con una reforma, la militar, ante la que habían retrocedido sus antecesores en el cargo".

## La modernización y democratización del Ejército

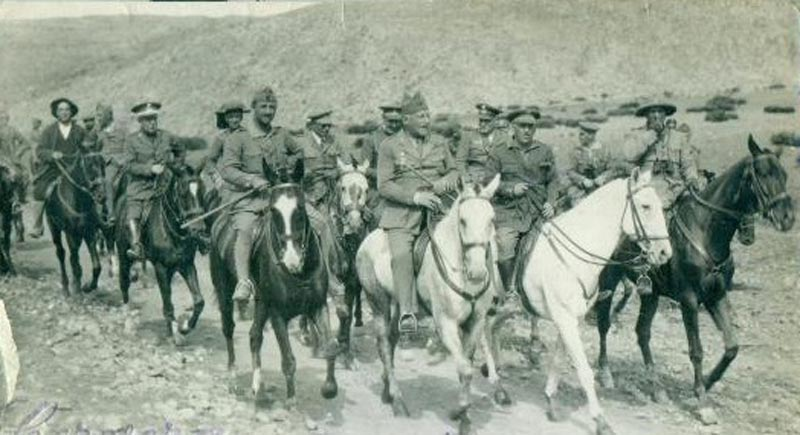
Caballería del ejercito español en el Desembarco de Alhucemas (1925).

Azaña quería un ejército más moderno, profesional, eficaz y cívico. Cuando tomó posesión de su cargo a las diez de la noche del mismo día 14 de abril en que se había proclamado la República se dirigió a los jefes militares presentes en el Ministerio de la Guerra, según relató años después el teniente coronel Felipe Díaz Sandino que le había acompañado al ministerio, «haciéndoles saber la proclamación de la República en España, sus fines democráticos, que se basaban en el mantenimiento del orden y restablecimiento de la justicia en todos los organismos del Estado, y muy especialmente en el Ejército, el cual consideraba que estaba insuficientemente dotado de material; que una de las preocupación del Gobierno sería ponerlo en condiciones de eficiencia, reorganizándolo y procurando lograr la mayor competencia profesional, manteniendo la disciplina y apartando a los militares de la política».
Azaña también pretendía un ejército más republicano. Por eso uno de sus primeros decretos, de 22 de abril, obligó a los jefes y oficiales a prometer fidelidad a la República, con la fórmula: “prometo por mi honor servir bien y fielmente a la República, obedecer sus leyes y defenderla con las armas”. Asimismo, en consonancia con la definición aconfesional del Estado, Azaña suprimió el Cuerpo Eclesiástico del Ejército constituido por los capellanes castrenses. También disolvió el somatén y suprimió las Órdenes militares. Como argumento para la disolución del primero se decía que el Gobierno de la República no podía «prolongar un momento más la existencia de huestes irregulares indebida y tendenciosamente armadas que, innecesarias como sostén del orden, pueden motivar, por incomprensión o abuso, alteraciones del mismo».

### Reducción del número de oficiales
En 1931 el Ejército español contaba con 16 divisiones a las que normalmente le habría bastado con 80 generales, pero tenía 800, y además tenía más comandantes y capitanes que sargentos. Tenía 21.000 jefes y oficiales para 118.000 hombres
Para reducir el excesivo número de oficiales (el objetivo era conseguir un ejército peninsular de 105.000 soldados con 7.600 oficiales y el contingente de África estaría formado por 42.000 soldados y 1700 oficiales), el Gobierno Provisional a propuesta de Azaña aprobó el 25 de abril de 1931 un decreto de retiros extraordinarios en el que se ofrecía a los oficiales del Ejército que así lo solicitaran la posibilidad de apartarse voluntariamente del servicio activo con la totalidad del sueldo (pasando a la segunda reserva -prácticamente el retiro-). Si no se alcanzaba el número de retiros necesarios, el ministro se reservaba el derecho a destituir, sin beneficio alguno, a cuantos oficiales estimase oportuno. Casi 9.000 mandos (entre ellos 84 generales) se acogieron a la medida, aproximadamente un 40 % de la oficialidad (el mayor porcentaje de abandonos se produjo en los grados superiores), y gracias a esto Azaña pudo acometer a continuación la reorganización del Ejército. Algunos historiadores señalan que políticamente fue una medida discutible porque no contribuyó a hacer un ejército más republicano, ya que una parte del sector más liberal de oficiales dejó en ese momento el servicio activo.
Según el balance de la reforma de Azaña que ha hecho Francisco Alía Miranda, el número de generales y asimilados pasó de 190 en 1931 a 90 en 1932 y en cuanto a los jefes y oficiales su número se redujo en más de 8.000 pues se pasó de 20.576 a 12.373.
En marzo de 1932 las Cortes aprobaron una ley que autorizaba al ministro de la Guerra a pasar a la reserva a aquellos generales que durante seis meses no hubieran recibido ningún destino. Era una forma encubierta de deshacerse de aquellos generales de los que el gobierno dudara de su fidelidad a la República. La misma ley disponía que los oficiales que hubieran aceptado el retiro establecido en el decreto de mayo de 1931 perderían sus pensiones si eran hallados culpables de difamación según la Ley para la Defensa de la República. Esta última medida levantó un vivo debate en las Cortes, ya que tanto Miguel Maura como Ángel Ossorio y Gallardo denunciaron la injusticia de la que podrían ser víctimas los alrededor de 5000 oficiales recientemente retirados que en un momento dado criticaran al Gobierno. Azaña respondió que sería intolerable para la República el tener que pagar a sus “enemigos”.
Muchos años después el Generalísimo Francisco Franco hizo en privado el siguiente juicio sobre la Ley de Retiros de Azaña:

La Ley de Retiros de Azaña, no estaba mal planeada ni era tan mala como se decía en aquella época; tenía el sectarismo de querer apartar de las filas del Ejército a la Oficialidad de ideales monárquicos; pero esto no se realizó, pues se retiraron los que quisieron y nos quedamos la mayoría.

#### Afectados
Algunos de los militares más relevantes que se acogieron a la Ley Azaña fueron:
- Francisco Gómez-Jordana Sousa
- Eloy Fernández Navamuel
- Adolfo Prada Vaquero
- Juan Vigón
- Germán Gil y Yuste
- José María Paternina Iturriagagoitia
- Luis Alarcón de la Lastra
- Luis Valdés Cavanilles
- Francisco Zubillaga y Reillo
- Jesús Teijeiro Pérez
- Rafael del Rosal Caro
- Eusebio de Gorbea.[19]

### Creación de las divisiones orgánicas y regulación de los ascensos
Por un decreto de 25 de mayo de 1931 se reorganizó el ejército de la península. Se rebajó el número de divisiones de 16 a 8; las capitanías generales creadas por Felipe V a principios del siglo XVIII fueron suprimidas (y con ellas las regiones militares, divisiones administrativas de la Monarquía) y fueron sustituidas por ocho divisiones orgánicas, y sendas Comandancias Militares en Canarias y Baleares, al mando de las cuales se puso a un general de división (el empleo más alto que podía alcanzar un militar al haberse suprimido el rango de teniente general), y de las que dependían las unidades de ametralladoras, montaña y cazadores (la Aviación pasó a formar un Cuerpo General independiente, con su propio escalafón de oficiales).
El decreto 4 de julio de 1931, que reorganizó el Ejército de África, separó los cargos de Alto Comisario —encomendado a un civil— del de Jefe Superior de las Fuerzas Militares de Marruecos —asumido por un general y subordinado al primero—.
Otra de las cuestiones que abordó Azaña fue el conflictivo tema de los ascensos, promulgando unos Decretos de mayo y junio por el que se anulaban gran parte de los producidos durante la Dictadura por "méritos de guerra", lo que supuso que unos 300 militares perdieran unos o dos grados, y que otros sufrieran un fuerte retroceso en el escalafón, como en el caso del general Francisco Franco. Estos decretos fueron confirmados por la Cortes por una ley de Reclutamiento y Ascensos de la Oficialidad de 12 de septiembre de 1932 que además estableció un baremo para los ascensos en los que primaba más la capacitación profesional que la antigüedad. Asimismo esta ley unificó en una única escala a los oficiales de carrera y a los procedentes de la tropa.

### Cierre de la Academia General Militar y creación del cuerpo de suboficiales
Azaña también decretó el 1 de julio de 1931 el cierre de la Academia General Militar (sita en Zaragoza y que fue clausurada el 14 de julio, el mismo día en que se abrieron las Cortes Constituyentes), y que dirigía el general Franco. La Academia era una creación de la Dictadura de Primo de Rivera de 1928, como repuesta al conflicto entre el dictador y el Arma de Artillería a causa del sistema de ascensos (la antigüedad que defendían los artilleros frente a los "méritos de guerra" que defendían los militares "africanistas", a los que ahora apoyaba el dictador). Primo de Rivera intentó acabar con la oposición de los artilleros disolviendo su cuerpo de oficiales y poniendo fin a la formación técnica que proporcionaba la academia de Segovia, donde, al cabo de cinco cursos, recibían los cadetes un título de teniente de Artillería y otro de ingeniero industrial. Por el contrario en las academias de Infantería y de Caballería sitas en Toledo los cadetes solo estudiaban tres años y no recibían ningún título civil. Así pues para acabar con el “espíritu artillero”, la dictadura estableció un nuevo plan de estudios militares que consistía en que los cadetes del Ejército cursarían dos años en una nueva academia general y otros dos en la propia de su cuerpo. Al terminar los cuatro años, serían promovidos a tenientes, sin títulos ni graduaciones civiles. Para dirigir la nueva institución el general Primo de Rivera pensó en un militar que tuviera una mentalidad radicalmente opuesta a la del “espíritu artillero” (que él consideraba ilustrado, elitista y burocrático) y para ello pensó primero en el general Millán Astray, fundador de la Legión y un furibundo “africanista”, pero le desaconsejaron su nombramiento porque era un personaje conflictivo, con enemigos en el Ejército. Entonces se decidió por el general Franco, que había sido su segundo en la Legión. Azaña cuando cerró la Academia de Zaragoza repartió sus alumnos entre las academias de las armas respectivas (Toledo: Infantería, Caballería e Intendencia; Segovia: Artillería e Ingenieros; Madrid: Sanidad Militar). Además se estableció que los cadetes de las academias también realizaran estudios en las universidades como complemento a su formación militar.

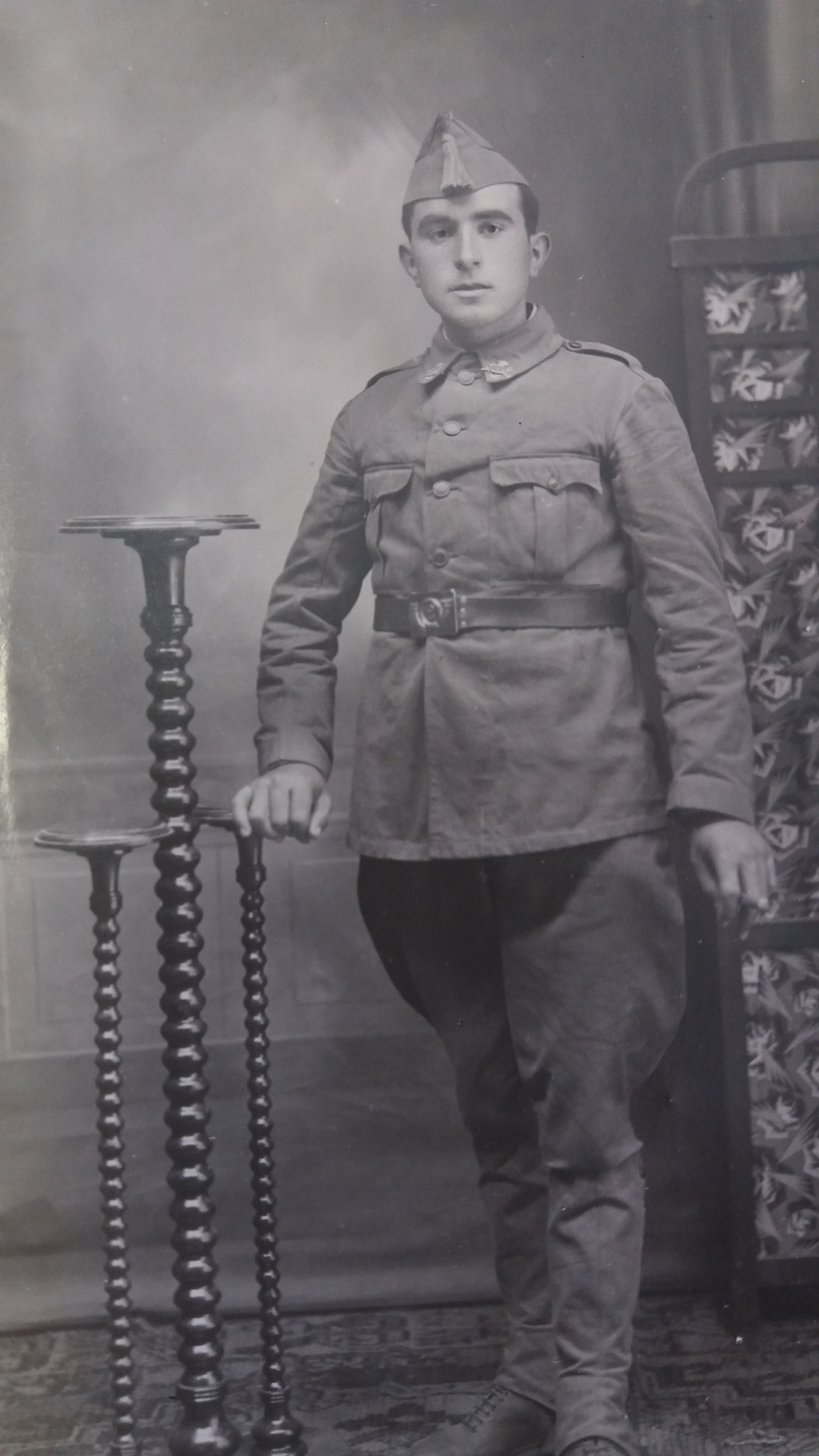
Soldado de la Infantería Española en Tetuán (1932).

El cierre de la Academia General Militar resultó una de las medidas más polémicas de la reforma militar de Azaña, pero este consideraba que la Academia bajo la dirección del general Franco se había convertido en un centro difusor de las ideas militaristas propias de los militares "africanistas" y por tanto constituía un obstáculo para su proyecto de neutralizar políticamente al Ejército y ponerlo bajo el control de las Cortes y del gobierno, como sucedía con los ejércitos europeos occidentales —Azaña siempre puso como modelo profesional y cívico del ejército francés—.
Por otro lado, en diciembre de 1931 se creó el cuerpo de suboficiales —a los aspirantes se les exigía el título de Bachiller—, con la posibilidad de incorporarse al Cuerpo de oficiales en la Escala de Complemento y además se les reservaba el 60% de las plazas en las academias militares. De esta forma se pretendía democratizar la base social e ideológica de los mandos del Ejército. Y también se pretendía estrechar el vacío profesional que había entre los oficiales y los suboficiales.

### Creación del Consorcio de Industrias Militares y reducción del servicio militar obligatorio
Una Ley de 6 de febrero de 1932 creó el Consorcio de Industrias Militares, que agrupaba a las fábricas de armas y de explosivos existentes con el fin de centralizar y aumentar su producción, y de esa forma abastecer de un material más moderno del Ejército sin recurrir a las compras en el extranjero, sino mediante el incentivo de la producción propia.
Por último, se redujo el servicio militar obligatorio a 12 meses (cuatro semanas para los bachilleres y universitarios), pero mantuvo el soldado de cuota del servicio militar, aunque sólo podía aplicarse a partir de los seis meses de permanecer en filas. Por otro lado, Azaña disolvió el somatén y suprimió las Órdenes Militares.

### Indultos, rehabilitaciones y nombramientos
El gobierno de la República indultó y promocionó a los militares condenados por los dos intentos de golpe de Estado para derrocar a la Dictadura de Primo de Rivera y a los implicados en la sublevación de Jaca —los capitanes fusilados Fermín Galán y Ángel García Hernández fueron rehabilitados— y en la sublevación del aeródromo de Cuatro Vientos. Así el general Francisco Aguilera y Egea fue ascendido en mayo de 1931, poco antes de morir, al grado de capitán general «por los eminentes servicios que ha prestado a la causa de la libertad»; el general Goded fue nombrado jefe del Estado Mayor del Ejército; el general Gonzalo Queipo de Llano, tras su vuelta del exilio en Francia, fue nombrado jefe de la Primera División Orgánica con sede en Madrid, y el comandante Ramón Franco, que junto con Queipo de Llano había encabezado la sublevación del aeródromo de Cuatro Vientos, fue nombrado director general de la Aeronáutica Militar; por último, el general Eduardo López Ochoa fue nombrado capitán general de Cataluña, antes de su supresión definitiva.

## El mantenimiento del orden público militarizado
Además de modernizar unas Fuerzas Armadas obsoletas Azaña pretendía “civilizar” la vida política poniendo fin al intervencionismo militar devolviendo a los militares a los cuarteles, uno de cuyos hitos fundamentales había sido la Ley de Jurisdicciones de 1906 (que durante la Monarquía había puesto bajo la jurisdicción militar a los civiles acusados de delitos contra la Patria o el Ejército), y que se había hecho omnipresente tras el triunfo del golpe de Estado del general Primo de Rivera en 1923. Este segundo objetivo comenzó con la derogación de "Ley de Jurisdicciones", que fue una de las primeras decisiones que tomó Azaña, sólo tres días después de haber tomado posesión de su cargo como ministro de la Guerra.
Sin embargo la derogación de la Ley de Jurisdicciones, que el presidente Niceto Alcalá Zamora calificó de «ley ominosa, que nadie se atrevió a retocar y que nosotros derogamos de una plumada y por completo» (aunque él en 1906 siendo diputado monárquico liberal la apoyó) y que el decreto de anulación llamaba «cuerpo extraño y perturbador», no supuso en absoluto que en la República se dejara de utilizar la jurisdicción militar para el mantenimiento del Orden Público sin necesidad de recurrir a la suspensión de las garantías constitucionales o declarar el estado de excepción, y por tanto la jurisdicción militar continuó aplicándose a individuos civiles con motivos de orden público, como había sucedido durante la Monarquía de la Restauración y durante la Dictadura de Primo de Rivera. El historiador militar y general de brigada del Ejército del Aire José García Rodríguez señala como un grave error que los republicanos no hubieran derogado la Ley Constitutiva del Ejército de 1878 —en la que se establecía como una de sus misiones la defensa «de los enemigos exteriores e interiores» de la Patria— sustituyéndola por una nueva ley «ajustada a la República» (García Rodríguez recuerda que los militares sublevados en julio de 1936 utilizaron la ley de 1878 como argumento para justificar su rebelión).
Así pues, «los gobiernos republicano-socialistas del primer bienio siguieron otorgando a los militares importantes atribuciones sobre el orden público y un rígido control sobre la sociedad». El poder militar siguió ocupando una buena parte de los órganos de la administración del Estado relacionada con el orden público, desde las jefaturas de policía, Guardia Civil y Guardia de Asalto hasta la Dirección General de Seguridad (DGS). Muchos de los generales que protagonizaron la rebelión de julio de 1936 había tenido responsabilidades en la administración policial y en el mantenimiento del orden público: Sanjurjo, Mola, Cabanellas, Queipo de Llano, Muñoz Grandes o Franco.

### El Gobierno Provisional de "plenos poderes"
El Decreto de 11 de mayo de 1931, que delimitaba el ámbito de la jurisdicción militar, mantenía que esa jurisdicción seguiría conociendo «sobre los delitos militares», tal como se definían en el antiguo Código de Justicia Militar. Dado que el Gobierno Provisional, y todos los gobiernos de izquierdas y de derechas que le siguieron, mantuvieron una administración de orden público militarizada, entre otras cosas, porque no se cambió el carácter militar de la Guardia Civil, la fuerza principal de orden público, aquello significaba que la justicia ordinaria no era competente sobre sus actuaciones y además juzgaba a los civiles que las criticaran o las obstaculizaran.
Que la coalición republicano-socialista era consciente de la opción que estaba tomando lo demuestra que en el mismo decreto promulgado por un gobierno que se había autodefinido como de “plenos poderes” (según el Estatuto jurídico del Gobierno Provisional que había promulgado al día siguiente de tomar el poder) se creó la Sala Sexta de justicia militar en el Tribunal Supremo (que asumía las competencias del antiguo Consejo Supremo de Guerra y Marina, que quedaba suprimido) integrada por cuatro magistrados militares y sólo dos civiles. Dada la mayoría de militares esta Sala del Tribunal Supremo resolvió los conflictos de competencias entre la jurisdicción ordinaria y la militar mayoritariamente a favor de esta última (hasta julio de 1934 fue la sala competente para resolver estos conflictos, pasando a partir de entonces a la Sala Segunda, de lo Penal, compuesta por magistrados de la carrera judicial).
El propio ministro de Justicia, Álvaro de Albornoz, reconoció en noviembre de 1932 ante las Cortes el extenso ámbito que se había dado a la jurisdicción penal militar, ya que las reformas que se hicieron del Código de Justicia Militar no redujeron sus competencias. Por ejemplo el párrafo primero del caso séptimo del artículo 7.° del Código de Justicia militar quedó así:

Artículo 7.°: Por razón de delito, la jurisdicción de Guerra conoce de las causas que contra cualquier persona se instruyan por... 7.° Los de atentado y desacato a las autoridades militares y los de injuria y calumnia a éstas y a las corporaciones o colectividades del Ejército, cualquiera que sea el medio para cometer el delito, siempre que éste se refiera al ejercicio de destino o mando militar, tienda a menoscabar su prestigio o a relajar los vínculos de disciplina y subordinación en los organismos armados

Un auto de la Sala Sexta del 2 de octubre de 1931 establece que: «Corresponde conocer a la Jurisdicción de Guerra» en el supuesto de «insulto a Fuerza Armada» cometido por paisano. Otro auto de 1 de diciembre de 1931 dice que «para conocer de las ofensas dirigidas en su presencia a un guardia civil, vistiendo uniforme y prestando servicio propio, es competente la Jurisdicción de Guerra, por tratarse de un delito militar», con arreglo a los artículos 7, párrafo cuarto, y 256 del Código de Justicia Militar. También se pronuncian a favor de la competencia de los Consejos de Guerra en detrimento de los Tribunales Ordinarios, los autos de 27 de octubre y 11 de noviembre de 1931 en que se dilucidan los supuestos de «agresión a Fuerza Armada y muerte producida al repelerla». Al igual que en el auto de 31 de diciembre sobre «agresión a Fuerza Armada y lesiones producidas al repelerla», en el que se mantiene la competencia de la Jurisdicción de Guerra «por haberse cometido el delito del artículo 255 del Código de justicia Militar, y ser éste más grave que el de las lesiones producidas al paisano».
Fue el propio Gobierno quien en todo momento instigó con firmeza para que el conocimiento de ciertas acciones de orden público presuntamente delictivas se remitiesen a la jurisdicción militar. Así, el telegrama oficial del Ministerio de la Gobernación de 31 de octubre de 1931, ordenaba a un delegado gubernativo que como en el «mitin sindical» se aludió a la Guardia Civil y «como las frases pronunciadas por el orador a que alude constituyen un insulto a la Fuerza Armada, procede ponerlo a disposición de la jurisdicción correspondiente».
Así pues, como en la Restauración y en la Dictadura de Primo de Rivera,

se favorece la irresponsabilidad de los miembros de los cuerpos policiales militarizados al ser en el proceso juez y parte y quedar incontroladas las extralimitaciones que los policías cometan en sus intervenciones de orden público… que se sucedían con demasiada frecuencia (…) Ello implicaba seguir poniendo al Ejército en el centro de los conflictos políticos y sociales de orden interno. (…) [Así pues] la reforma quedó en un tímido intento en el que tan sólo se atisba un ademán de separación entre mando y jerarquía militar de los órganos de la jurisdicción militar. Ahora bien, ni la cesación de los capitanes generales como autoridad judicial militar, ni la supresión del Consejo Supremo de Guerra y Marina, ni la dependencia de los fiscales militares de la Fiscalía General (Ordinaria), modifican el sistema de garantías que debe reportar todo órgano judicial, como tampoco pueden considerarse órganos verdaderamente judiciales. Los consejos de guerra, su composición, así como el procedimiento, quedan intactos. Todo ello tampoco resta poder a los militares sobre el elemento civil y sobre sus actuaciones políticas y sociales de orden interno, manteniendo por tanto al Ejército en el papel de árbitro superior de esas contiendas interna

### Después de la aprobación de la Constitución de 1931
La Constitución de 1931 no modificó el extenso ámbito de la jurisdicción militar mantenida durante el Gobierno de “plenos poderes” ya que la redacción final del artículo 96 mantuvo dentro de su competencia los “delitos militares” y “los servicios de armas y la disciplina de todos los institutos armados”, concepto este último que abarcaba no sólo a las Fuerzas Armadas «que defendían el territorio nacional», sino también a las fuerzas encargadas «sólo de mantener el Orden Público» (Guardia Civil, Carabineros y cualquier otro posible nuevo cuerpo militarizado). Esto estaba en contradicción con la normativa de otros países democráticos europeos, como Alemania, en cuya Constitución los “tribunales militares” sólo actuaban en “tiempo de guerra” o en Francia, un caso que había sido estudiado por Azaña, donde los consejos de guerra eran presididos por un magistrado civil y la jurisdicción castrense estaba limitada en tiempos de paz a los delitos de carácter militar cometidos «sólo» por militares.
En consecuencia la extensión de la jurisdicción militar en la República fue un hecho abarcando incluso los delitos previstos en la «monstruosa» Ley de Jurisdicciones de 1906, formalmente derogada, es decir, la competencia de los consejos de guerra para procesar a paisanos que han expresado críticas a las Fuerzas Armadas, específicamente por medio de la imprenta, que se presumen delictivas. Así la Sala Sexta del Tribunal Supremo declaraba reiteradamente la competencia de la jurisdicción militar en los supuestos de «ofensas a la Guardia Civil por medio de la imprenta» (autos de 21 de noviembre y 29 de diciembre de 1931 e igualmente en los autos de 21 y 29 de abril de 1932).
Los intentos del ministro de Justicia Álvaro de Albornoz de limitar la jurisdicción militar siempre tropezaron con la negativa de Manuel Azaña, presidente del Gobierno y ministro de la Guerra. El Tribunal Supremo reiteró su doctrina en el auto de 30 de junio de 1932, donde declara que las «ofensas a la Guardia Civil por medio de la imprenta» son competencia de la jurisdicción militar. En otro auto el Tribunal Supremo de 25 de abril de 1933 declara la competencia de la jurisdicción militar en el caso de «ofensas al Ejército proferidas en escrito dirigido al ministro de la Guerra» y en el auto de 9 de diciembre de 1932 por «gritos contra la Guardia Civil».
Así pues, muchas de las acciones realizadas por ciudadanos civiles que tenían trascendencia en el orden público serían enjuiciadas por los consejos de guerra, al igual que buena parte de la actividad de Policía. El Tribunal Supremo declara que en la «agresión a Fuerza Armada es competente la jurisdicción de guerra aunque sea con propósitos políticos o sociales (A. de 4 de agosto de 1932). «En maltratos aun detenido por parte de la Guardia Civil es competente la jurisdicción de guerra» (A. 25 de octubre de 1932). «En excesos de la Fuerza Armada, es competente la jurisdicción militar» (A. de 25 de diciembre de 1932). También el Tribunal Supremo declaraba la competencia de la jurisdicción militar en los autos siguientes: «Muerte (de un paisano) producida por la Guardia Civil en acto de servicio» (A. de 8 de enero de 1933); «desorden público y agresión a la Fuerza Armada que acude a reprimirlo», del segundo debe conocer la jurisdicción militar (A. de 9 de marzo de 1933); «insulto a Fuerza Armada. Frases ofensivas de un paisano proferidas contra un teniente de la Guardia Civil en el acto de detenerlo», es competente la jurisdicción de guerra (A. de 29 de abril de 1933); «lesiones causadas por la Guardia Civil en acto de servicio» (A. de 2 de junio de 1)33); «homicidio cometido por Fuerza Armada en acto de servicio» (A. de 18 de agosto de 1933); «agresión cometida por unos paisanos en las personas de dos oficiales con motivo de actos realizados por éstos en el cumplimiento de sus obligaciones» (A. de 29 de septiembre de 1933); «agresión a un mozo de escuadra en acto de servicio» (A. de 6 de octubre de 1)33); «homicidio cometido por un guardia civil en acto de servicio» (A. de 18 de octubre de 1933); «delito cometido por la Guardia Civil, o de que sea víctima, en acto de servicio» (A. de 20 de octubre de 1933). 355-356 También la Sala de lo Criminal del Tribunal Supremo, resolviendo un recurso de apelación, otorga la competencia a la jurisdicción militar para el caso de «agresión a la Fuerza Armada y de homicidio cometido por ésta para repeler la de que fue objeto... realizado el segundo en servicio de armas que es el que prestaban los guardias civiles en la ocasión de autos» (sentencia de 13 de febrero de 1933).
Este tratamiento militarizado del orden público se produjo, por ejemplo, con motivo de la insurrección anarquista de enero de 1933, durante la cual en Pedralba (Valencia) la guardia civil interviene y causa la muerte de diez paisanos, después de que se hubiera producido la muerte de un miembro de ese cuerpo y de dos guardias de asalto. El Consejo de Ministros resuelve que «la mayor parte de los detenidos en este complot quedan sometidos, dada la índole del delito, a la Jurisdicción militar y habrán de ser juzgados por ella». Los sucesos más graves y de mayor repercusión en la opinión pública son los que tienen lugar en Casas Viejas en enero de 1933. Los encausados en una insurrección anarquista anterior, la del Alto Llobregat de enero de 1932, fueron juzgados el 25 de julio de 1933 en un consejo de guerra que se celebró en Tarrasa donde se condenó a 42 procesados a penas de hasta 20 años. Como señaló el socialista Vidarte:

Aunque ello parezca extraño, no llegó a modificarse el Código de justicia Militar y en todos los choques que se produjeron entre el pueblo y la Guardia Civil, siguieron interviniendo los Consejos de guerra

## El rechazo de la derecha y de una parte del Ejército
La Reforma militar de Azaña fue duramente combatida por un sector de la oficialidad, por los medios políticos conservadores y por los órganos de expresión militares La Correspondencia Militar y Ejército y Armada. A Manuel Azaña se le acusó de que querer “triturar” al Ejército. La frase la sacaron de un discurso pronunciado por Azaña el 7 de junio en Valencia en el que, refiriéndose al control municipal por parte de los caciques, dijo que “si alguna vez tengo participación en ese género de asuntos, he de triturar, he de arrancar esta organización con la misma energía, con la misma resolución, sin perder la serenidad, que he puesto en deshacer otras cosas no menos amenazadoras para la República”.
Una de las reformas que más criticaron algunos oficiales fue la clausura de la Academia General de Zaragoza, una decisión que interpretaron como un golpe al espíritu de cuerpo del Ejército, puesto que era la única institución en la que los oficiales de las distintas armas se formaban juntos. También protestaron cuando una ley de septiembre de 1932 obligó a los candidatos a ingresar en las academias de oficiales a servir en el ejército seis meses y a seguir cierto número de cursillos en una Universidad.
Una muestra del disgusto de una parte de los militares con la “Ley Azaña” y con las críticas contra las actuaciones del ejército y la guardia civil en materia de orden público fueron los incidentes que se produjeron con motivo de una revista militar de la guarnición de Madrid que tuvo lugar en Carabanchel. Cuando en el cierre del acto el general Villegas, que era el jefe de la I División Orgánica, gritó “¡Viva España!” el coronel Julio Mangada gritó a continuación, lo que era un acto de insubordinación, “¡Viva la República!”. Por eso fue arrestado y sometido a consejo de guerra, pero el gobierno a su vez destituyó al general  Villegas y aceptó la dimisión del general Goded, Jefe del Estado Mayor, también presente en el acto y que estaba en desacuerdo con la decisión (fue sustituido por el general  Masquelet). En todo el incidente no hubo más que palabras, pero el “¡Viva España!” ya simbolizaba una clase de lealtades y el “¡Viva la República!” otra (los generales Goded y Villegas figuraron entre los que se sublevaron en julio de 1936 y el coronel Mangada luchó por la República, al igual que el general Masquelet).

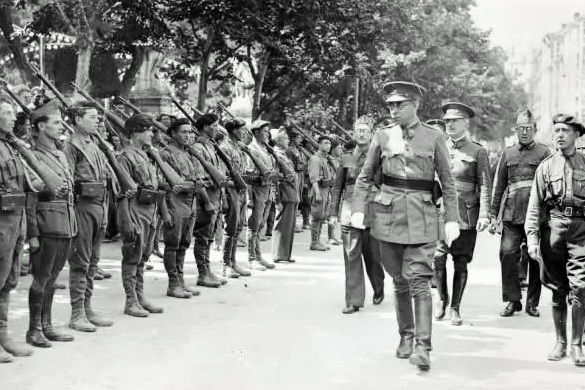
Infantería española y el general Mola (1936).

El intento de golpe de Estado encabezado por el general Sanjurjo, en agosto de 1932, fue exponente del malestar de una parte del Ejército por causas no estrictamente políticas. La fortísima campaña desatada por los medios conservadores contra la reforma, personalizada en la figura de Azaña, contribuyó, además, a convertir al primer ministro en la auténtica bestia negra de muchos militares.

## Valoración
En un discurso en las Cortes republicanas el filósofo José Ortega y Gasset calificó «la reforma radical del Ejército» llevada a cabo por Azaña como «maravillosa e increíble, fabulosa [y] legendaria» «sin que hasta ahora se haya enterado bien de ello el pueblo español». Destacó que se había logrado «sin rozamiento grave, con corrección por parte del Ministro de la Guerra y por parte de los militares, que han facilitado el logro de este magnífico proyecto» y pidió el aplauso de la Cámara para el ministro de la Guerra y para el Ejército, «al que se ha ido y al que se ha quedado», lo que fue respondido por una larga ovación de los diputados a Azaña. Este escribió en su diario del 30 de julio de 1931: «Sin despegar los labios he tenido "un triunfo parlamentario"». Por su parte, el socialista Juan Simeón Vidarte, muchos años después de terminada la Guerra Civil, criticó duramente que Azaña no hubiera querido «formar un Ejército Republicano», argumentando «que el primer deber de la República era formar un Ejército a base de jefes y oficiales auténticamente republicanos y no permitir que muchos centenares de estos se marchasen del servicio activo por considerarse postergados».
Para el historiador Julio Gil Pecharromán, «Azaña, no exento de soberbia política, hizo poco para defender su proyecto ante la opinión pública y sus desahogos verbales, que le llevaron a ser tachado de 'jacobino', contribuyeron a crear agravios que pesaron en la actitud contraria al régimen de muchos militares. (…) [Sin embargo] la reforma de Azaña ha sido valorada positivamente ya que en conjunto constituía un plan realista y coherente, que hubiera dotado a España de un Ejército acorde con sus necesidades».
A pesar de que esta reforma era considerada necesaria incluso por los estamentos militares, debido al sobredimensionamiento del ejército, además de lo obsoleto de su material, estructura y preparación, la falta de tacto de Azaña con los militares desencadenó la animadversión de un importante sector de los mismos hacia las reformas, y por ende, hacia la República.
Según el historiador Francisco Alía Miranda, «Manuel Azaña pretendía que la vida política volviera a estar protagonizada por la sociedad civil y devolver a los militares a los cuarteles. No lo consiguió. Los militares continuaron teniendo una gran importancia en la política y en el presupuesto... Pese a los esfuerzos de Azaña, el poder militar acabó resultando decisivo en el control efectivo del orden público, impidiendo así el anhelado fortalecimiento del poder civil, muestra de debilidad estructural del Estado republicano. Los políticos republicanos se mostraron incapaces de adecuar la administración de orden público a los principios de un régimen democrático y recurrieron a los mismos instrumentos de la monarquía para lograr la pacificación social: estado de guerra y tropas en la calle, ingredientes que perpetuaron el protagonismo del Ejército».